# Мезенцев, Виктор Иванович
Виктор Иванович Мезенцев — советский и российский график, художник, творивший в Калмыкии.

## Биография
Виктор Мезенцев родился 20 июля 1935 года на юге России в станице Восточной Краснодарского края в сельской семье.
Страстно увлеченный рисованием с детства, после школы поступает в Краснодарское художественное училище, которое успешно заканчивает в 1956 году.
После службы в армии в десантных войсках, поступает в Московский Полиграфический Институт в 1958 году, где учится 3 года.
В 1960 году переезжает в столицу Калмыкии Элисту по приглашению на работу художником в редакцию центральной газеты.
В 1962 году посещает Болгарию в составе советской творческой делегации, в составе которой известные советские поэты, писатели, художники и журналисты.
В 1970 удостоен Бронзовой медали ВДНХ СССР за оформление книг «Братьям Калмыкам», «Семьдесят две небылицы» и «Сокровенное слово».
В 1972 году становится членом Союза Художников СССР.
В 1999 году, находясь с визитом у дочерей в Италии, участвует в выставке в Валле Интельви, провинция Комо, где удостоен Первой премии в Натюрморте.
Виктор Мезенцев умер 20 мая 2003 года в отеческом доме в поселке Агроном Краснодарского края.